# 3706-os busz
A 3706-os jelzésű autóbuszvonal Miskolc, Arnót és Sajópálfala / Sajóvámos között húzódó regionális vonal, amelyet a Volánbusz Zrt. üzemeltet.

## Útvonala

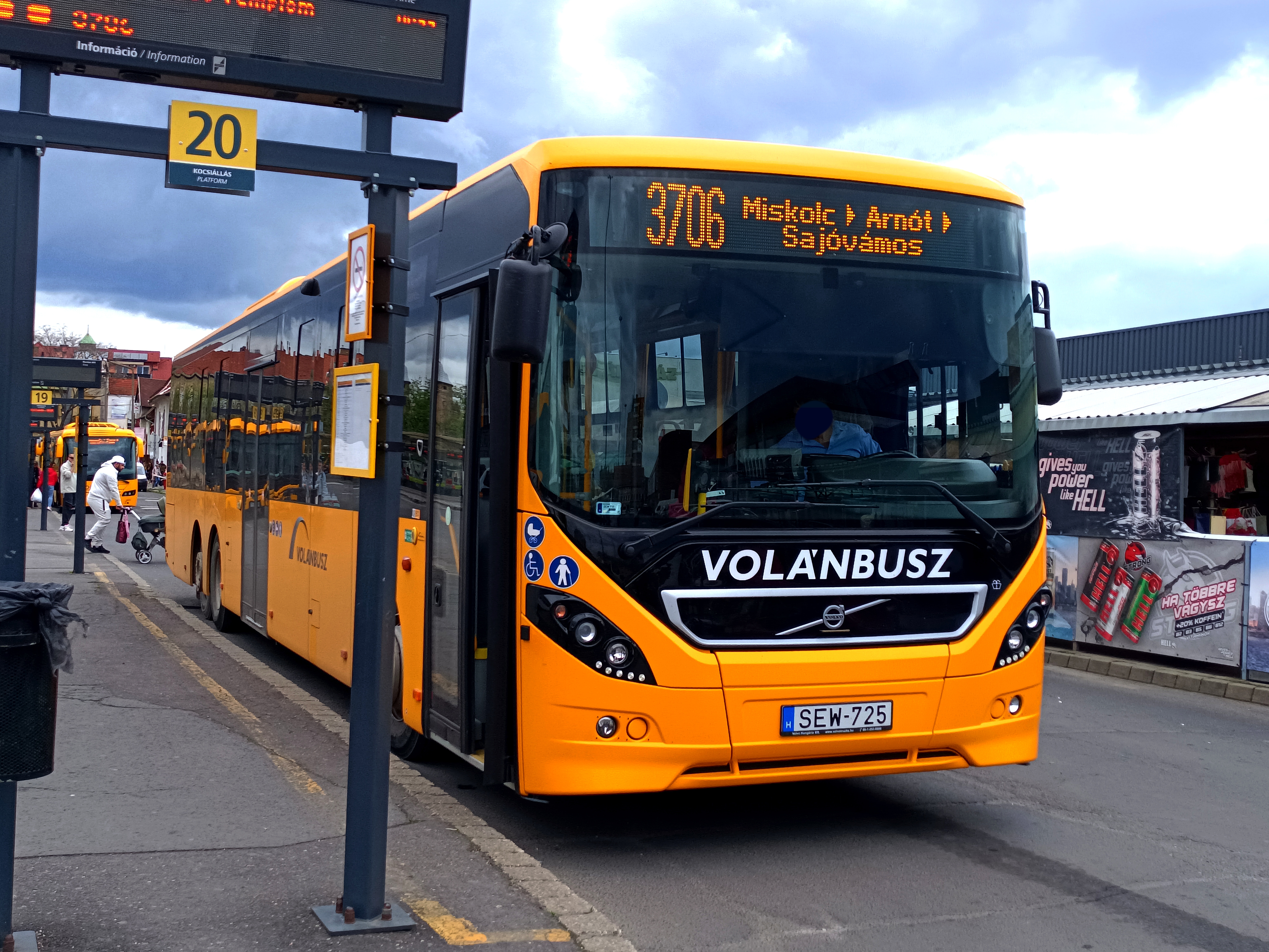
A vonal rendszeres résztvevője Volvo 8900-as autóbusz. Jelenesetben ez is Sajópálfalán túl közlekedik

A miskolci autóbusz-állomásról indul. A 3-as főúton indul el Szikszó irányába a Zsolcai kapun keresztül. A Soltész Nagy Kálmán utcánál kettéválik útvonala, ugyanis hétköznap egyetlen járat a város villamosvonalával párhuzamosan, a Tiszai pályaudvar közelében, a Szinva partján közlekedik, ellentétben a többi busszal, melyek a főúton haladnak, a Gömöri felüljárón, a miskolci Volán- és MVK-telep szomszédságában. Eközben a Sajó folyót keresztezi, illetve több bevásárlóközpont mellett vezet útja. Az M30-as autópálya alatt átmegy, majd ismét két úton, kisebbik része Felsőzsolcán át, nagyobbik része annak kihagyásával éri el a 37-es főúti csomópontot. Első település, a Miskolc agglomerációjába tartozó Arnót, itt több járat is kitér a keleti részébe. Utána a 2617-es mellékúton közelíti meg Sajópálfalát, a legtöbb indításnak végállomása a központjában van. Legfőképp munkanapokon egészen a vele határos Sajóvámosig közlekedik.

## Közlekedése
Indításszáma magas, mivel a települések szinte csak ezen vonal által érintettek. Arnót a 3727-es busszal munkanapokon egyszer; Sajópálfala a 3714-es busszal naponta egyszer (Sajóvámos felől) pluszban érintett, Sajóvámos a 3705-ös buszok által van kiszolgálva. 
A vonalon általában szóló gépjárművek közlekednek, azonban csúcsidőben csuklósok is ingáznak. 
A Volánbusz 2024. augusztus 17-ei menetrend-módosításával ezentúl néhány indítás Miskolcon eltérő útvonalon, illetve Felsőzsolca érintésével jár.
| Viszonylat                                   | Indításszám     | Közlekedési rend          |
| -------------------------------------------- | --------------- | ------------------------- |
| Miskolc, aut. áll. – Arnót, új aut. ford.    | 1 pár           | tanítási napokon          |
| Miskolc, aut. áll. – Sajópálfala, aut. ford. | 16 pár          | tanítási napokon          |
| Miskolc, aut. áll. – Sajópálfala, aut. ford. | 18 pár          | tanszünetben munkanapokon |
| Miskolc, aut. áll. – Sajópálfala, aut. ford. | 15 pár          | szabadnapokon             |
| Miskolc, aut. áll. – Sajópálfala, aut. ford. | 11 pár          | munkaszüneti napokon      |
| Miskolc, aut. áll. – Sajóvámos, templom      | 6 oda, 5 vissza | tanítási napokon          |
| Miskolc, aut. áll. – Sajóvámos, templom      | 3 oda, 2 vissza | tanszünetben munkanapokon |
| Miskolc, aut. áll. – Sajóvámos, templom      | 1 pár           | munkaszüneti napokon      |

## Megállóhelyei
| 0 | Miskolc, autóbusz-állomás végállomás                  | 0.0 km  | 1, 1G, 3, 3A, 4, 7, 11, 12G, 20, 20A, 24, 28, 32, 34G, 35, 43, 44, 45, 101B, 900, 914, 935 1050, 1053, 1369, 1370, 1372, 1373, 1374, 1375, 1376, 1377, 1380, 1381, 1383, 1384, 1410, 1411 3700, 3701, 3702, 3703, 3704, 3705, 3707, 3708, 3709, 3710, 3711, 3712, 3714, 3715, 3716, 3717, 3718, 3719, 3720, 3721, 3722, 3723, 3724, 3726, 3727, 3728, 3729, 3730, 3731, 3733, 3734, 3735, 3736, 3737, 3738, 3739, 3740, 3741, 3742, 3743, 3744, 3745, 3746, 3747, 3748, 3749, 3750, 3751, 3752, 3753, 3754, 3755, 3757, 3760, 3761, 3764, 3765, 3766, 3767, 3770, 3772, 3773, 3774, 3775, 3776, 3777, 4019 |
| Munkanapokon 1 alkalommal érintett a Baross Gábor utca – Fonoda utca megállóhelyek helyett.                       |                                                       |         | |
| ∫ | Miskolc, Soltész Nagy Kálmán utca                     | ∫       | 1, 1G, 1VP, 3, 4, 7, 12G, 20, 32, 34, 35, 101B, 900, 935 3724, 3726, 3738, 3752 1, 1A, 2 |
| ∫ | Miskolc, Selyemrét                                    | ∫       | 1, 1G, 1VP, 3, 7, 12G, 14G, 20, 21, 21G, 30, 31, 32, 34G, 35, 35G, 900, 901, 935, Auchan 1 3724, 3726, 3738, 3751, 3752 1, 1A, 2 |
| ∫ | Miskolc, Szinva utca (híd)                            | ∫       | 1, 1G, 1VP, 3, 3A, 8, 12G, 21, 30, 31, 101B, 900, 901, 935 1383 3724, 3726, 3738, 3751, 3752, 3753, 3755, 3764 IC, személyvonat – Miskolc-Tiszai [80/90/92/94.] 1, 1A, 2 |
| ∫ | Miskolc, Szinva utca (Volánbusz)                      | ∫       | 1, 8, 21 3726 |
| 1 | Miskolc, Baross Gábor utca                            | 1.5 km  | 7, 8 3710, 3712, 3715, 3716, 3717, 3718, 3719, 3720, 3721, 3722, 3723, 3724, 3726, 3727, 3728, 3729, 3730, 3731, 3733, 3734, 3735, 3736, 3737 |
| 2 | Miskolc, Szondi György utca                           | 2.0 km  | 1, 1G, 3A, 7, 8, 12G, 14G, 20, 21, 21G, 30, 31, 32, 34G, 35, 35G, 101B, 900, 901, 935, Auchan 1 3710, 3712, 3715, 3716, 3717, 3718, 3719, 3720, 3721, 3722, 3723, 3724, 3726, 3727, 3728, 3729, 3730, 3731, 3733, 3734, 3735, 3736, 3737 |
| 3 | Miskolc, Fonoda utca                                  | 2.3 km  | 7 3710, 3712, 3715, 3716, 3717, 3718, 3719, 3720, 3721, 3722, 3723, 3724, 3726, 3727, 3728, 3729, 3730, 3731, 3733, 3734, 3735, 3736, 3737 |
| 4 | Miskolc, Metro áruház                                 | 3.3 km  | 7 3710, 3712, 3715, 3716, 3717, 3718, 3719, 3720, 3721, 3722, 3723, 3724, 3726, 3727, 3728, 3729, 3730, 3731, 3733, 3734, 3735, 3736, 3737 |
| 5 | Miskolc, Auchan áruház                                | 3.8 km  | 7, Auchan 1 3710, 3712, 3715, 3716, 3717, 3718, 3719, 3720, 3721, 3722, 3723, 3724, 3726, 3727, 3728, 3729, 3730, 3731, 3733, 3734, 3735, 3736, 3737 |
| Tanítási napokon 3 alkalommal érintett.                                                                           |                                                       |         | |
| ∫ | Felsőzsolca, Hősök tere                               | ∫       | 7 3724, 3726, 3733, 3734, 3735, 3736, 3737 |
| ∫ | Felsőzsolca, Kassai utca 51.                          | ∫       | 7 3724, 3726 |
| 6 | Arnót, bejárati út                                    | 6.7 km  | 3727 |
| 7 | Arnót, posta                                          | 7.7 km  | 3727 |
| 8 | Arnót, iskola                                         | 8.2 km  | 3727 |
| Tanítási napokon 20; tanszünetben munkanapokon 18; szabadnapokon 16; munkaszüneti napokon 14 alkalommal érintett. |                                                       |         | |
| ∫ | Arnót, Lévay József utca                              | ∫       | |
| ∫ | Arnót, új autóbusz-forduló vonalközi végállomás       | ∫       | |
| ∫ | Arnót, Lévay József utca                              | ∫       | |
| 9 | Arnót, Széchenyi utca                                 | 9.0 km  | 3727 |
| 10 | Arnót, Petőfi utca 170.                               | 9.9 km  | |
| 11 | Sajópálfala, szeszfőzde                               | 11.5 km | |
| 12 | Sajópálfala, Szabadság utca 15.                       | 12.1 km | |
| 13 | Sajópálfala, községháza                               | 12.5 km | |
| 14 | Sajópálfala, új autóbusz-forduló vonalközi végállomás | 12.9 km | 3714 |
| 15 | Sajóvámos, Kiserdő utca autóbusz-forduló              | 13.9 km | 3705, 3714 |
| 16 | Sajóvámos, Munkácsy utca                              | 14.6 km | 3705, 3714 |
| 17 | Sajóvámos, templom végállomás                         | 15.2 km | 3705, 3714, 3797 |